# Llista de províncies d'Itàlia

Corona pel títol de província

Les províncies italianes són en total 110.
- Província d'Agrigent
- Província d'Alessandria
- Província d'Ancona
- Província de L'Aquila
- Província d'Aosta
- Província d'Arezzo
- Província d'Ascoli Piceno
- Província d'Asti
- Província d'Avellino
- Província de Bari
- Província de Barletta-Andria-Trani
- Província de Belluno
- Província de Benevent
- Província de Bèrgam
- Província de Biella
- Província de Bolonya
- Província de Bolzano
- Província de Brescia
- Província de Bríndisi
- Ciutat metropolitana de Càller
- Província de Caltanissetta
- Província de Campobasso
- Província de Caserta
- Província de Catània
- Província de Catanzaro
- Província de Chieti
- Província de Como
- Província de Cosenza
- Província de Cremona
- Província de Crotona
- Província de Cuneo
- Província d'Enna
- Província de Fermo
- Província de Ferrara
- Província de Florència
- Província de Foggia
- Província de Forlì-Cesena
- Província de Frosinone
- Província de Gènova
- Província de Gorizia
- Província de Grosseto
- Província d'Imperia
- Província d'Isernia
- Província de Latina
- Província de Lecce
- Província de Lecco
- Província de Livorno
- Província de Lodi
- Província de Lucca
- Província de Macerata
- Província de Màntua
- Província de Massa-Carrara
- Província de Matera
- Província de Messina
- Província de Milà
- Província de Mòdena
- Província de Monza e Brianza
- Província de Nàpols
- Província de Novara
- Província de Nuoro
- Província d'Oristany
- Província de Pàdua
- Província de Palerm
- Província de Parma
- Província de Pavia
- Província de Perusa
- Província de Pesaro i Urbino
- Província de Pescara
- Província de Piacenza
- Província de Pisa
- Província de Pistoia
- Província de Pordenone
- Província de Potenza
- Província de Prato
- Província de Ragusa
- Província de Ravenna
- Província de Reggio Calabria
- Província de Reggio de l'Emília
- Província de Rieti
- Província de Rimini
- Província de Roma
- Província de Rovigo
- Província de Salern
- Província de Sardenya del Sud
- Província de Sàsser
- Província de Savona
- Província de Siena
- Província de Siracusa
- Província de Sondrio
- Província de La Spezia
- Província de Taranto
- Província de Teramo
- Província de Terni
- Província de Torí
- Província de Trapani
- Província de Trento
- Província de Treviso
- Província de Trieste
- Província d'Udine
- Província de Varese
- Província de Venècia
- Província de Verbano-Cusio-Ossola
- Província de Vercelli
- Província de Verona
- Província de Vibo Valentia
- Província de Vicenza
- Província de Viterbo

L'any 1939 van ser oficialment annexades a Itàlia quatre províncies creades a Líbia dos anys abans: 
- Província de Trípoli
- Província de Bengasi
- Província de Derna
- Província de Misurata